# Bente Kahan

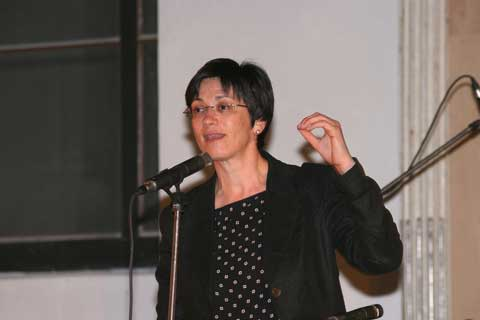
Bente Kahan

Bente Kahan (* 1958 in Oslo) ist eine norwegisch-jüdische Schauspielerin und Musikerin. Sie stammt aus einer chassidischen Familie, deren Mitglieder die Jiddische Musik förderten.

## Leben
Ihre Karriere als Musikerin und Schauspielerin begann in Tel Aviv und New York. Bald spielte sie auf bedeutenden Bühnen, wie denen der Nationaltheater von Israel und Norwegen. Um ihre Schauspielfähigkeiten zu entwickeln, begann sie eine Zusammenarbeit mit der norwegischen Theaterregisseurin Ellen Foyn Bruun. Im Jahr 1990 bekam Bente Kahan einen Preis des norwegischen Kulturministeriums, welchen sie zur Stiftung des Teater Dybbuk – Oslo (TDO) nutzte. Das Ziel des TDO ist der Erhalt respektive die Fortführung der jüdisch-europäischen Kultur. 2006 gründete sie in Breslau (Wrocław) die Stiftung Fundacja Bente Kahan (FBK), die sich um den Wiederaufbau der alten Breslauer Synagoge Weißer Storch bemühte. Das Gebäude, das während der Novemberpogrome 1938 nicht zerstört wurde, angesichts des Exodus polnischer Juden nach 1968 aber zunehmend verfiel, dient seit 2010 wieder als Gebetshaus und beherbergt ein internationales Zentrum für jüdische Kultur und Erziehung sowie ein Museum der schlesischen Juden. Für ihren Einsatz zum Wiederaufbau der Synagoge erhielt sie 2010 den Kulturpreis Schlesien des Landes Niedersachsen. 2019 erhält sie den Internationalen Brückepreis.

## Diskografie
- 1991: Yiddishkayt
- 1992: Farewell Cracow
- 1996: Stemmer fra Theresienstadt (norwegisch)
- 1996: Stimmen aus Theresienstadt (deutsch)
- 1997: Voices from Theresienstadt (englisch)
- 1998: Di Gojim (Klezmer-Musik)
- 2000: Home
- 2005: Sing with us in Yiddish